# Sacred Heart
Sacred Heart е трети студиен албум на американската хевиметъл група Dio, издаден през 1985 г., от Warner Bros. Албумът достига #29 място в класацията Билборд 200. Албумът е един от най-известните на групата и съдържа песни като „Sacred Heart“, „Rock N' Roll Children“ и „Hungry For Heaven“. На последвалите концерти биват включени механичен дракон и редица лазерни ефекти (по-късно е издадено DVD от това турне).
От RIAA дават на „Sacred Heart“ Златен сертификат на 15 октомври 1985 г. Това е последният албум на Dio, достигнал такива продажби (500 000 копия).
Обложката е направена от Робърт Флорзак. Надписът отстрани е на латински и гласи: FINIS PER SOMNIVM REPERIO TIBI SACRA COR VENEFICVS OSTIVM AVRVM. Поради липсата на пунктуация е трудно да се определи точният смисъл, но звучи приблизително така: „научих за целите ти, благодарение на сънищата ти: свещено сърце, магьосник и златна врата“. Възможни са обаче и няколко други прочита.
Това е последният албум на групата с Вивиан Кемпбъл, който по-късно ще се присъедини към Def Leppard и Whitesnake.

## Състав
- Рони Джеймс Дио – вокали
- Вивиан Кемпбъл – китара
- Дими Бейн – бас
- Клод Шнел – клавиши
- Вини Апис – барабани

## Песни
| Sacred Heart | Sacred Heart             | Sacred Heart | Sacred Heart | Sacred Heart | Sacred Heart | Sacred Heart | Sacred Heart | Sacred Heart | Sacred Heart |
| №            | Име                      | Време        |              |              |              |              |              |              |              |
| ------------ | ------------------------ | ------------ | ------------ | ------------ | ------------ | ------------ | ------------ | ------------ | ------------ |
| 1.           | King of Rock and Roll    | 3:49         |              |              |              |              |              |              |              |
| 2.           | Sacred Heart             | 6:27         |              |              |              |              |              |              |              |
| 3.           | Another Lie              | 3:48         |              |              |              |              |              |              |              |
| 4.           | Rock 'n' Roll Children   | 4:32         |              |              |              |              |              |              |              |
| 5.           | Hungry for Heaven        | 4:10         |              |              |              |              |              |              |              |
| 6.           | Like the Beat of a Heart | 4:24         |              |              |              |              |              |              |              |
| 7.           | Just Another Day         | 3:23         |              |              |              |              |              |              |              |
| 8.           | Fallen Angels            | 3:57         |              |              |              |              |              |              |              |
| 9.           | Shoot, Shoot             | 4:20         |              |              |              |              |              |              |              |
| 38:50        |                          |              |              |              |              |              |              |              |              |

## Позиции в класациите

### Албум
| Година | Албум        | Позиция       | Позиция                              |
| ------ | ------------ | ------------- | ------------------------------------ |
| Година | Албум        | Billboard 200 | Великобританската класация за албуми |
| 1985   | Sacred Heart | #29           | #4                                   |

### Сингли
| Година | Песен                    | Позиция                    |
| ------ | ------------------------ | -------------------------- |
| Година | Песен                    | САЩ Mainstream Rock Tracks |
| 1985   | „Hungry for Heaven“      | #30                        |
| 1985   | „Rock 'N' Roll Children“ | #26                        |

|  | Тази страница частично или изцяло представлява превод на страницата Sacred Heart (album) в Уикипедия на английски. Оригиналният текст, както и този превод, са защитени от Лиценза „Криейтив Комънс – Признание – Споделяне на споделеното“, а за съдържание, създадено преди юни 2009 година – от Лиценза за свободна документация на ГНУ. Прегледайте историята на редакциите на оригиналната страница, както и на преводната страница, за да видите списъка на съавторите. ВАЖНО: Този шаблон се отнася единствено до авторските права върху съдържанието на статията. Добавянето му не отменя изискването да се посочват конкретни източници на твърденията, които да бъдат благонадеждни. |